# Gesa Lindemann

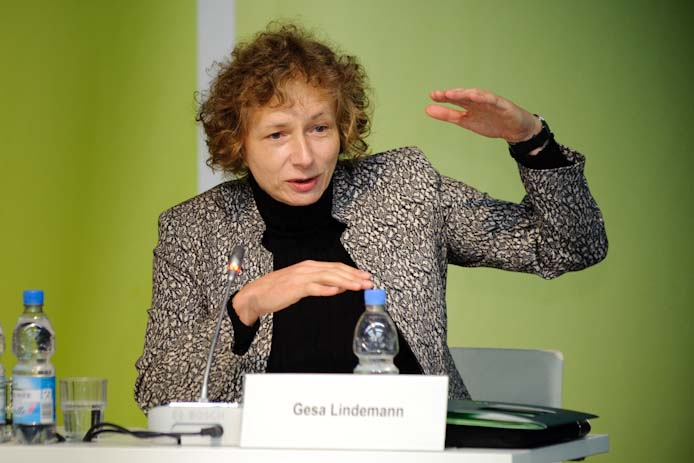
Gesa Lindemann während des Podiums „Menschenrechte als Kulturimperialismus?“, März 2010

Gesa Lindemann (* 1956 in Salzgitter-Bad) ist eine deutsche Professorin der Soziologie.

## Werdegang
1985 schloss Gesa Lindemann ihr Studium mit dem Diplom in Soziologie ab. Sie war von 1987 bis 1988 und 1990 bis 1992 Wissenschaftliche Angestellte der Magnus-Hirschfeld-Gesellschaft in Berlin. 1993 promovierte sie an der Universität Bremen mit „Zur sozialen Konstruktion von Geschlecht“. Anschließend wurde sie von 1993 bis 1994 Lehrbeauftragte für Soziologie an der FU Berlin und von 1994 bis 1999 wissenschaftliche Mitarbeiterin bei Heinz Steinert an der Universität Frankfurt am Main. Gesa Lindemann habilitierte sich 2001 und wurde nach der Wahrnehmung verschiedener Lehraufträge und Vertretungsprofessuren sowie von Visiting-Professuren in Großbritannien, Brasilien und Schweden im Jahr 2007 Professorin für Soziologie an der Universität Oldenburg.

## Schwerpunkte
Neben der Geschlechterforschung sind Lindemanns Arbeitsschwerpunkte Soziologische Theorie, besonders Sozial- und Gesellschaftstheorie, Soziologie der Menschenrechte, Methodologie der Sozialwissenschaften, Medizinsoziologie und Soziologie naturwissenschaftlichen Wissens sowie besonders das Verhältnis von Soziologie und Anthropologie und die Grenzen der Vergesellschaftung.
Im Anschluss an die historisch-reflexive Anthropologie Helmuth Plessners entwickelte sie das Konzept einer reflexiven Anthropologie. Darin werden Anthropologie beziehungsweise anthropologische Annahmen nicht als sozialtheoretisches Fundament begriffen, sondern zum Gegenstand der Beobachtung gemacht. Bei diesem Ansatz geht es um die Bearbeitung der Frage, wie in Gesellschaften der Kreis sozialer Personen begrenzt wird und welche Funktion der Anthropologie in der Moderne zukommt.

## Schriften (Auswahl)
- Das paradoxe Geschlecht. Frankfurt am Main: Fischer, 1993
- Denkachsen. Zur theoretischen und institutionellen Rede vom Geschlecht. (Hrsg. zusammen mit Theresa Wobbe), Frankfurt am Main: Suhrkamp, 2. Auflage 1996, ISBN 3-518-11729-7
- Die Grenzen des Sozialen. München: Fink, 2002
- Beunruhigende Sicherheiten. Konstanz: UVK-Verl.-Ges., 2003
- Philosophische Anthropologie im 21. Jahrhundert. (Hrsg. zusammen mit Hans-Peter Krüger), Berlin: Akademie Verlag, 2006
- Theoretische Empirie. Zur Relevanz qualitativer Forschung. (Hrsg. zusammen mit Herbert Kalthoff und Stefan Hirschauer), Frankfurt am Main: Suhrkamp, 2008
- Das Soziale von seinen Grenzen her denken. Velbrück: Weilerswist, 2009
- Theorien des Dritten. Innovationen in Soziologie und Sozialphilosophie. (Hrsg. zusammen mit Thomas Bedorf und Joachim Fischer), Fink, München 2010, ISBN 978-3-7705-5021-0.
- Das paradoxe Geschlecht. 2. Aufl., Wiesbaden: VS Verlag, 2011
- Weltzugänge. Die mehrdimensionale Ordnung des Sozialen. Weilerswist: Velbrück, 2014.
- Manfred Baumgardt, Ralf Dose, Manfred Herzer, Hans-Günter Klein, Ilse Kokula, Gesa Lindemann: Magnus Hirschfeld – Leben und Werk. Ausstellungskatalog. Westberlin: rosa Winkel, 1985 (Schriftenreihe der Magnus-Hirschfeld-Gesellschaft 3)
  - 2. erw. Aufl. Mit einem Nachwort von Ralf Dose. Hamburg: von Bockel, 1992. (Schriftenreihe der Magnus-Hirschfeld-Gesellschaft 6)
- Approaches to the world. The multiple dimensions of the social. Baden-Baden: Nomos, 2021, ISBN 978-3-8487-7808-9